# 王永春 (演员)
王永春（1895年—1983年），原名黄杏春，生于浙江省嵊县，越剧男演员，擅长小生。1917年10月，参加梅朵阿顺班。他与白玉梅合作编写了越剧《梁祝》的剧本。该剧本以《英台宝卷》和《梁祝哀史》唱本为蓝本，形成了传承至今的越剧《梁祝》基本情节结构。1922年6月，与马潮水、白玉梅等合作演出。螳螂拳高手，代表作有越剧《梁祝》(饰演梁山伯)《玉蜻蜓》(饰演徐元宰)等。